# Dumbarton Football Stadium
Das Dumbarton Football Stadium (durch Sponsoringvertrag als The moreroom.com Stadium bekannt) ist ein Fußballstadion in der schottischen Stadt Dumbarton, West Dunbartonshire. Die Anlage ist seit 2000 Eigentum und Heimspielstätte des viertältesten Fußballvereins aus Schottland, des FC Dumbarton, nachdem dieser den seit 1879 genutzten Boghead Park verlassen hatte.

## Geschichte
Der im Jahr 1872 gegründete FC Dumbarton bezog sieben Jahre nach der Vereinsgründung mit dem Boghead Park eine feste Heimstätte. Dumbarton war einer der dominierenden Vereine in Schottland Ende des 19. Jahrhunderts und blieb in den ersten fünf Jahren im Boghead Park ungeschlagen. In der Zeit wurde Dumbarton 1883 Pokalsieger und gewann 1891 und 1892 die schottische Meisterschaft. Im Jahr 2000 wurde das Gelände verkauft.
Das im Jahr 2000 eröffnete neue Dumbarton Football Stadium wurde auf einem ehemaligen Gelände der William Denny and Brothers Schiffswerft am Firth of Clyde an der Mündung des Flusses Leven gebaut. Hinter dem Stadion liegt unter dem Burgfelsen das spektakuläre Dumbarton Castle, weshalb es von den Fans „The Rock“ genannt wird.
Es besteht derzeit aus einer überdachten Sitzplatztribüne, die sich an einer Seite des Spielfelds befindet. Das Gelände wurde von Barr Construction gebaut und gibt viel Platz in der Umgebung, der für zukünftige Erweiterungen genutzt werden könnte, aber der Verein hat seine Absicht signalisiert, an anderer Stelle ein neues Stadion zu bauen.
Die schottische Nationalmannschaft hat das Stadion, das etwa 20 km nordwestlich von Glasgow liegt, auch zu Trainingszwecken genutzt, bevor sie Heimspiele im Hampden Park austrägt. Celtic Glasgow hat das Stadion teilweise für Heimspiele der UEFA Youth League genutzt. Neben Fußball finden im Stadion auch viele andere Veranstaltungen statt, unter anderem Hochzeitsempfänge, Konferenzen und Feiern.

## Name
Der ursprüngliche Name des Stadions, Strathclyde Homes Stadium, wurde geändert, nachdem der Stadionsponsor Strathclyde Homes im September 2011 in Konkurs gegangen war. Am 18. Februar 2012 wurde das Stadion offiziell in Dumbarton Football Stadium umbenannt, gesponsert von DL Cameron. Nur fünf Monate später, am 20. Juli 2012, wurde es erneut in The Bet Butler Stadium umbenannt. Am 9. Juli 2015 wurde das Stadion als Cheaper Insurance Direct Stadium enthüllt, nachdem Fan Alex Couper und seine Firma das Sponsoring übernommen hatten. Am Ende der Saison 2016/17 kehrte der Name zu Dumbarton Football Stadium zurück. Im Juli 2017 schloss der Club einen Vertrag mit dem lokalen Radiosender Your Radio ab, der es „The YOUR Radio 103FM Stadium“ nannte. Der Vertrag wurde im Mai 2018 gekündigt und C&G Systems schloss eine Woche später einen Dreijahresvertrag ab. Im September 2021 einigten sich die Wohnungsspezialisten moreroom mit dem Club darauf, Sponsor für diese Saison zu sein und den Namen des Stadions in The moreroom.com Stadium zu ändern.

## Galerie

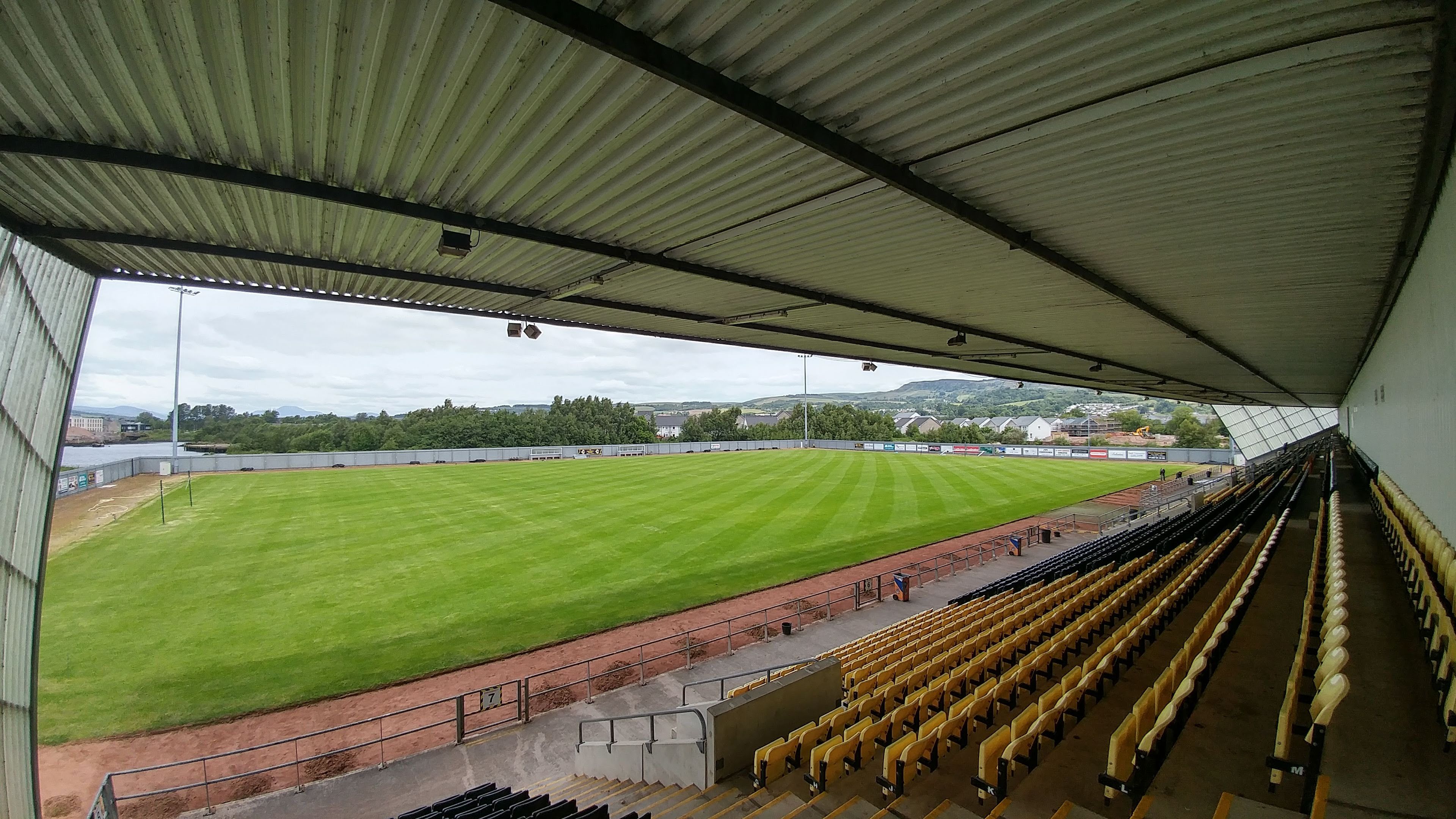
Blick von der Haupttribüne auf das Spielfeld
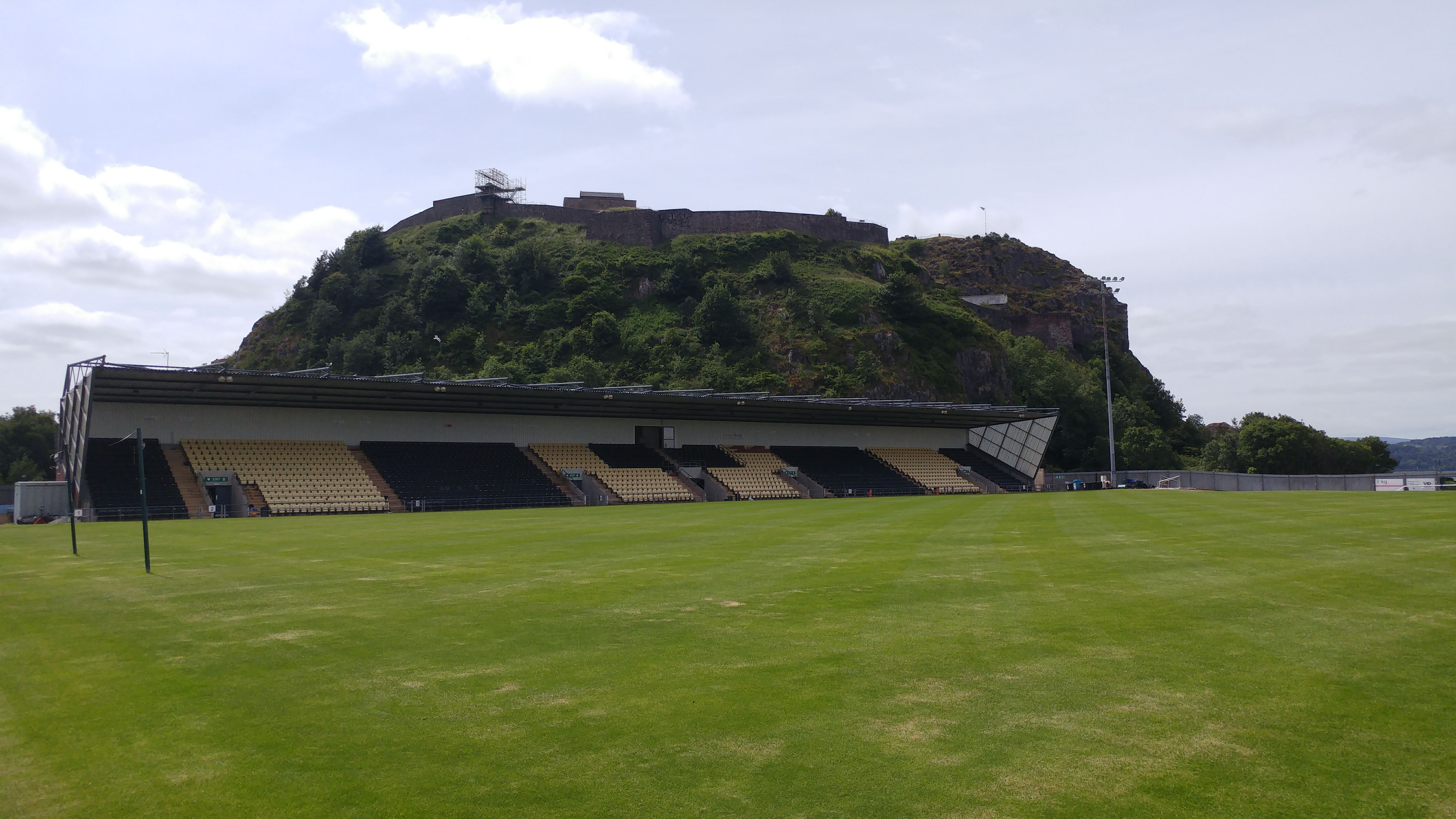
Die Haupttribüne und „The Rock“ dahinter befindet sich Dumbarton Castle